# Irlandia na Letnich Igrzyskach Olimpijskich 1932
Irlandię na Letnich Igrzyskach Olimpijskich 1932 reprezentowało ośmiu zawodników (sami mężczyźni). Był to trzeci start reprezentacji Irlandii na letnich igrzyskach olimpijskich. Lekkoatleta Pat O’Callaghan zdobył pierwszy złoty medal olimpijski dla reprezentacji Irlandii.

## Zdobyte medale
| Medal | Zawodnik        | Dyscyplina    | Konkurencja                         | Rezultat |
| ----- | --------------- | ------------- | ----------------------------------- | -------- |
| Złoto | Pat O’Callaghan | Lekkoatletyka | rzut młotem mężczyzn                | 53,92 m  |
| Złoto | Bob Tisdall     | Lekkoatletyka | bieg na 400 m przez płotki mężczyzn | 51,7 s   |

## Skład kadry

### Boks
Mężczyźni
| Zawodnik       | Konkurencja | Runda 1           | Runda 2           | Półfinał         | Walka o 3. miejsce      | Finał            | Finał   |
| Zawodnik       | Konkurencja | Przeciwnik Wynik  | Przeciwnik Wynik  | Przeciwnik Wynik | Przeciwnik Wynik        | Przeciwnik Wynik | Miejsce |
| -------------- | ----------- | ----------------- | ----------------- | ---------------- | ----------------------- | ---------------- | ------- |
| Patrick Hughes | 53,525 kg   | Alberto Pereyra P | → Nie awansował   | → Nie awansował  | → Nie awansował         | → Nie awansował  | 9.      |
| Ernie Smith    | 57,152 kg   |                   | Carmelo Robledo P | → Nie awansował  | → Nie awansował         | → Nie awansował  | 5.      |
| John Flood     | 66,678 kg   | Richard Barton P  | → Nie awansował   | → Nie awansował  | → Nie awansował         | → Nie awansował  | 9.      |
| James Murphy   | 79,378 kg   | John Miler W      |                   | Gino Rossi P     | Peter Oscar Jørgensen P | → Nie awansował  | 4.      |

### Lekkoatletyka
Mężczyźni
Konkurencje biegowe
| Zawodnik     | Konkurencja           | Eliminacje           | Eliminacje           | Ćwierćfinał | Ćwierćfinał | Półfinał | Półfinał | Finał           | Finał           |
| Zawodnik     | Konkurencja           | Wynik                | Miejsce              | Wynik       | Miejsce     | Wynik    | Miejsce  | Wynik           | Miejsce         |
| ------------ | --------------------- | -------------------- | -------------------- | ----------- | ----------- | -------- | -------- | --------------- | --------------- |
| Bob Tisdall  | 400 m przez płotki    | 54,8                 | 1.                   |             |             | 52,8     | 1.       | 51,8            | złoto           |
| Sonny Murphy | 3000 m z przeszkodami | → Nie ukończył biegu | → Nie ukończył biegu |             |             |          |          | → Nie awansował | → Nie awansował |

Konkurencje techniczne
| Zawodnik          | Konkurencja | Kwalifikacje | Kwalifikacje | Finał | Finał   |
| Zawodnik          | Konkurencja | Wynik        | Miejsce      | Wynik | Miejsce |
| ----------------- | ----------- | ------------ | ------------ | ----- | ------- |
| Eamonn Fitzgerald | trójskok    |              |              | 15,01 | 4.      |
| Pat O’Callaghan   | rzut młotem |              |              | 53,92 | złoto   |

| Zawodnik    | Konkurencje   | Konkurencje                | Wyniki | Punkty  | Pozycja |
| ----------- | ------------- | -------------------------- | ------ | ------- | ------- |
| Bob Tisdall | dziesięciobój | bieg 100 m                 | 11,3   | 833,4   | 4.      |
| Bob Tisdall | dziesięciobój | skok w dal                 | 6,60   | 755,00  | 10.     |
| Bob Tisdall | dziesięciobój | pchnięcie kulą             | 12,58  | 724     | 9.      |
| Bob Tisdall | dziesięciobój | skok wzwyż                 | 1,65   | 608     | 10.     |
| Bob Tisdall | dziesięciobój | bieg 400 m                 | 49,0   | 969,92  | 1.      |
| Bob Tisdall | dziesięciobój | bieg na 110 m przez płotki | 15,5   | 952,5   | 2.      |
| Bob Tisdall | dziesięciobój | rzut dyskiem               | 33,31  | 547,80  | 12.     |
| Bob Tisdall | dziesięciobój | skok o tyczce              | 3,20   | 595     | 8.      |
| Bob Tisdall | dziesięciobój | rzut oszczepem             | 45,26  | 567,15  | 11.     |
| Bob Tisdall | dziesięciobój | bieg na 1500 m             | 4:34,4 | 774,4   | 2.      |
| Bob Tisdall | dziesięciobój | Finał                      |        | 7327,17 | 8.      |